# 처칠컵
처칠컵(Churchill Cup)은 2003년부터 2011년까지 매년 6월에 열렸던 럭비 유니언 대회이다. 미국, 잉글랜드, 캐나다 럭비 유니언 대표팀과 초청국 대표팀(처음에는 1개국, 나중에는 3개국)이 참가하였다.

## 결과
| 연도 | 개최지                                         | 남자 우승       | 여자 우승     |
| ---- | ---------------------------------------------- | --------------- | ------------- |
| 2003 | 밴쿠버                                         | 잉글랜드 A팀    | 잉글랜드      |
| 2004 | 캘거리, 에드먼턴                               | 마오리 올블랙   | 뉴질랜드      |
| 2005 | 에드먼턴                                       | 잉글랜드 A팀    | 개최되지 않음 |
| 2006 | 에드먼턴, 토론토, 오타와 새너제이 (샌타클래라) | 마오리 올블랙   | 개최되지 않음 |
| 2007 | 스톡포트, 엑서터, 헨리온템스, 노샘프턴, 런던   | 잉글랜드 색슨스 | 개최되지 않음 |
| 2008 | 오타와, 킹스턴, 토론토 시카고                  | 잉글랜드 색슨스 | 개최되지 않음 |
| 2009 | 글렌데일, 커머스시티                           | 아일랜드 A팀    | 개최되지 않음 |
| 2010 | 글렌데일, 해리슨                               | 잉글랜드 색슨스 | 개최되지 않음 |
| 2011 | 노샘프턴, 글로스터, 이셔, 우스터               | 잉글랜드 색슨스 | 개최되지 않음 |